# Calomnia lui Apelles
Calomnia lui Apelles este o pictură a artistului renascentist italian Sandro Botticelli. Este bazată pe descrierea unei picturi a lui Apelles și a fost finalizată aproximativ în anul 1494. Se află expusă la Galeria Uffizi din Florența.

## Temă
În Calomnia lui Apelles Botticelli a pictat după descrierea unei picturi de Apelles, un pictor grec din perioada elenistică. Deși lucrările lui Apelles nu au rezistat, Lucian din Samosata relatează detaliile unei picturi despre Calomnia:
În dreapta șade un om cu urechi foarte mari, aproape ca ale lui Midas, ridicându-și mâna spre Calomnia când ea încă se află la distanță de el. Lângă el, pe o parte, stau două femei - Ignoranța și Suspiciunea. Pe partea cealaltă Calomnia se ridică, o femeie de o frumusețe dincolo de orice închipuire dar plină de o pasiune malignă și excitare, făcând dovada furiei și mâniei ducând în mâna stângă o torță aprinsă și cu mâna dreaptă trăgând de păr un tânăr care își îndreaptă mâinile spre cer și cere zeilor să fie martorii nevinovăției sale. Ea este condusă de un om urât și palid cu ochi pătrunzători și arătând ca și când ar fi fost epuizat după o boală lungă; el reprezintă invidia. Sunt încă două femei împreună cu Calomnia, una este Frauda iar cealaltă este Conspirația. Sunt urmate de o femeie îmbrăcată în doliu, având din cap până în picioare haine negre - ea reprezintă Pocăința. La toate evenimentele ea se întoarce cu lacrimi în ochi și schițând o privire ascunsă, plină de rușine, spre Adevăr, care se apropie încet.
Botticelli a reprodus în detaliu această descriere până la urechile de măgar ale omului așezat în care vorbesc femeile de lângă el. Calomnia îmbrăcată într-o rochie bogată, părul ei fiind aranjat de femeile de lângă ea, este condusă de companionul ei slab și cu robă. Omul pe care îl trage, aproape nud și cu gleznele încrucișate ca și când ar urma să fie răstingnit, își ridică mâinile în rugăciune. Femeia din spatele lui își întoarce capul pentru a privi la nudul palid ce arată spre ceruri.
Fără o descriere a cadrului Botticelli a prezentat o cameră de tron elaborat decorată cu sculpturi și reliefuri cu eroi clasici și scene de luptă.

## Istoric
O poveste apocrifă se află în legătură cu pictura. În 1921 Rudolph Altrocchi a relatat că însuși Apelles a fost defăimat, acuzat de un rival că l-ar fi ajutat pe Theodotus din Aetolia să întrețină revolta din Tir (Altrocchi își asigură cititorii că povestea nu poate fi adevărată deoarece Apelles a murit cu mult timp înainte să înceapă revolta de care era acuzat). Ptolemeu al IV-lea era pe punctul de a-l executa pe Apelles pentru această faptă iar povestea spune că Apelles fost vândut ca sclav când un prieten a dezvăluit adevărul. Cu toate acestea Apelles și-a exprimat resentimentul față de Ptolemeu și pericolul în care se afla prin pictură.
Povestea picturii lui Apelles a devenit populară în Italia renascentistă iar Botticelli nu a fost primul artist renascentist italian care să o picteze. Această lucrare, finalizată în 1494, a fost ultima pictură a sa care să supraviețuiască. E posibil să fi fost realizată la comanda unui bancher florentin. Este adesea presupus că Botticelli ar fi avut o anumită persoană în minte care să reprezinte Calomnia, poate chiar pe el însuși din vreme ce o persoană anonimă la acuzat de sodomie.